# Marlene Forte
Marlene Forte (L'Avana, 1961) è un'attrice e regista cubana naturalizzata statunitense.

## Biografia
Nata a Cuba nel 1961, si è laureata in lingue e letterature straniere negli anni 80. Ha debuttato nel cinema nel 1990. Nel 2008 ha iniziato a farsi conoscere, partecipando al film Il coraggio di Luz, nel ruolo di Tatita, per il quale è stata candidata all'Imagen Award e all'ALMA Award. Dal 2012 al 2018 ha interpretato Carmen Ramos nella nota soap opera Dallas.

## Filmografia

### Cinema
- The Bronx War, regia di Joseph B. Vasquez (1991)
- Mob Queen, regia di Jon Carnoy (1998)
- Reunion, regia di Mark Poggi e Leif Tilden (2001)
- Le donne vere hanno le curve (Real Women Have Curves), regia di Patricia Cardoso (2002)
- Star Trek, regia di J. J. Abrams (2009)
- Plush, regia di Catherine Hardwicke (2013)
- Ghost Movie, regia di Michael Tiddes (2013)
- Il club delle madri single (The Single Moms Club), regia di Tyler Perry (2014)
- Cena con delitto - Knives Out, regia di Rian Johnson (2019)
- Tornare a vincere (The Way Back), regia di Gavin O'Connor (2020)
- Night Teeth, regia di Adam Randall (2021)
- Aristotle e Dante scoprono i segreti dell'universo (Aristotle and Dante Discover the Secrets of the Universe), regia di Aitch Alberto (2022)
- Nine Bullets: Fuga per la libertà (9 Bullets), regia di Gigi Gaston (2022)

### Televisione
- New York Undercover – serie TV, episodio 3x04 (1996)
- Law & Order - I due volti della giustizia (Law & Order) – serie TV, 2 episodi (1997-1999)
- Giudice Amy (Judging Amy) – serie TV episodio 1x13 (2000)
- In tribunale con Lynn (Family Law) – serie TV, episodio 2x01 (2000)
- Tutto in famiglia (My Wife and Kids) – serie TV, 2 episodi (2000-2001)
- Walker Texas Ranger – serie TV, episodio 9x11 (2001)
- Crossing Jordan – serie TV, 5 episodi (2001)
- Nip/Tuck – serie TV, episodio 1x01 (2003)
- CSI: Miami – serie TV, episodio 3x02 (2004)
- Bones – serie TV, episodio 1x03 (2005)
- West Wing - Tutti gli uomini del Presidente (The West Wing) – serie TV, episodio 7x20 (2006)
- Windfall – serie TV, episodio 1x10 (2006)
- Jericho – serie TV, 2 episodi (2006-2008)
- Lost – serie TV, episodio 3x13 (2007)
- CSI - Scena del crimine (CSI: Crime Scene Investigation) – serie TV, episodio 7x19 (2007)
- E.R. - Medici in prima linea (ER) – serie TV, episodio 14x01 (2007)
- Cold Case - Delitti irrisolti (Cold Case) – serie TV, episodio 6x08 (2008)
- Il coraggio di Luz (Little Girl Lost: The Delimar Vera Story), regia di Paul A. Kaufman – film TV (2008)
- Criminal Minds – serie TV, episodio 5x19 (2010)
- Eastbound & Down – serie TV, episodio 2x05 (2010)
- Castle – serie TV, episodio 3x15 (2011)
- Law & Order: LA – serie TV, episodio 1x22 (2011)
- La vita segreta di una teenager americana (The Secret Life of the American Teenager) – serie TV, 4 episodi (2012-2013)
- Major Crimes – serie TV, episodio 2x08 (2013)
- Dallas – serie TV, 19 episodi (2012-2014)
- Code Black – serie TV, episodio 1x02 (2015)
- NCIS: New Orleans – serie TV, episodio 2x13 (2016)
- Fear the Walking Dead – serie TV, 3 episodi (2016)
- Runaways – serie TV, 3 episodi (2017-2018)
- Superstore – serie TV, 3 episodi (2017-2021)
- Grey's Anatomy – serie TV, 2 episodi (2021)
- Avvocato di difesa - The Lincoln Lawyer (The Lincoln Lawyer) – serie TV, episodio 1x03 (2022)

## Doppiatrici italiane
Nelle versioni in italiano delle opere in cui ha recitato, Marlene Forte è stata doppiata da:
- Valeria Perilli in Criminal Minds, Mayans M.C.
- Doriana Chierici in Dallas, NCIS: New Orleans
- Antonella Baldini in Ghost Movie, Major Crimes
- Laura Boccanera in CSI: Miami
- Silvia Tortarolo in Lost
- Alessandra Cassioli in Law & Order: LA
- Angiola Baggi in The Mentalist
- Carmen Iovine in Code Black
- Sonia Scotti in Fear the Walking Dead
- Laura Romano in Cena con delitto - Knives Out
- Michaela Alborghetti in Shooter
- Franca D'Amato in All Rise
- Vanessa Giuliani in The Rookie
- Daniela Abbruzzese in Grey's Anatomy
- Monica Migliori in Avocato di difesa - The Lincoln Lawyer
- Marta Altinier in Monsters: la storia di Lyle ed Erik Menendez